# Bipassalozetes moniles
Bipassalozetes moniles är en kvalsterart som först beskrevs av Harold G. Higgins och Tyler A. Woolley 1975.  Bipassalozetes moniles ingår i släktet Bipassalozetes och familjen Passalozetidae. Inga underarter finns listade.